# Бой под Соколом
«Бой под Соколом» — советский оборонный фильм для детей 1942 года режиссёра Александра Разумного по одноимённой пьесе Сергея Михалкова о пионерах, для которых игра «в войнушку» превратилась в реальность 22 июня 1941 года.

## Сюжет
Начало лета 1941 года. Дети из села Сокол играют «в войнушку»: развёртываются боевые операции «северян» и «южан» — двух «армий», составленных из пионеров и школьников. В свои игры они вовлекают и взрослых — настоящих командиров Красной Армии, отдыхающих в соседнем дачном посёлке.
«Южане» направляет в тыл «северян» своего лучшего «разведчика» Женьку Хвата, который переодевшись девочкой и так подружившись с сестрой командира враждебной «армии» проникает к ним на дачу — штаб-квартиру «северян», и захватывает секретные документы и план обороны «северян».
Наутро армия «южан» идёт «в атаку» на укрепления «северян», но в разгар «боя» вдруг раздаётся: «Война! Фашисты напали на нашу страну!».
Теперь «бойцы» объединившихся «армий» — пионеры и школьники, следуя примеру тимуровцев, встают на защиту своего села: дежурят на крышах домов, тушат немецкие зажигательные бомбы, помогают семьям отправившихся на фронт…
Завершают фильм документальные кадры о юных солдатах трудового фронта тыла.

## В ролях
- Николай Леонов — Женька Хват
- Витя Бойко — Вася Кузнецов, командир «северян»
- Анатолий Городулин — Миша Лозников, командир «южан»
- Петр Гроховский — Бобик Палкин, «южанин»
- Боря Афанасьев — Буся «моряк», «южанин»
- Михаил Белоусов — капитан Стрельцов
- Алексей Таршин — Алексей, брат капитана Стрельцова
- Анатолий Игнатьев — Климов
- Владимир Освецимский — сторож

## О фильме
Наряду с фильмом «Клятва Тимура» — один из всего двух фильмов для детей, снятых во время Великой Отечественной войны, вышел на экраны в октябре 1942 года.